# Gynoplistia rieki
Gynoplistia rieki är en tvåvingeart som beskrevs av Günther Theischinger 1993. Gynoplistia rieki ingår i släktet Gynoplistia och familjen småharkrankar. Inga underarter finns listade i Catalogue of Life.